# 日本人の知らない日本語
『日本人の知らない日本語』（にほんじんのしらないにほんご）とは、原案・海野凪子、漫画及び構成・蛇蔵による、日本のメディアファクトリーから発刊されているコミックエッセイ、及びそれを原作とした連続テレビドラマ。yorimo（読売新聞が運営する会員制ポータルサイト）にて四コマ漫画版やクイズの連載もされている。単行本は2013年（平成25年）8月現在、メディアファクトリーより4巻まで発行されている。

## 概要
日本語学校の教師を務める「なぎこ先生」の目線で実際に起こった体験談を基に、日本語教育や異文化交流を取り上げた日本の漫画である。外国人日本語学習者達との交流を中心に、学生から繰り出される日本語の超マニアックな質問に悩みながらも、楽しく勉強を教えている風景を描いている。学校内の出来事以外にも外国との文化の違いからくる誤解を解いたり、日本の文化、日本語の成り立ちを歴史的観点から学んだり、日本人がよく間違う日本語、日本人も知らない正しい日本語も学べる作品となっている。
登場する人々は、細身の体に大きめの頭のかわいらしい3頭身の絵にデフォルメされている。本編の合間にはエッセイ日本語こぼれ話や日本語能力を測る小テスト、ショートエピソードを1コマ漫画や4コマ漫画にした物を掲載している。

## 登場人物
なぎこ先生
学生たちの素朴かつマニアックな質問や予測不可能な行動に日々奮戦する日本語教師。
蛇蔵
本作の漫画担当で、元コピーライター。主に日本語学校の外での日本語に関する出来事について解説する。4では海外で日本語を学ぶ外国人を訪ねるなぎこ先生の旅に同行する。
ジャック
イギリス出身で褐色の肌に黒髪の社会人男性。日本人の一般レベル以上に日本語が上手く、もう学校に来なくてもいいレベルなのに精進のため学びに来ている真面目な人物。
エレーン
スウェーデン出身の女性。黒澤映画を見て時代劇ファンになり来日する。同じく映画好きのマリーと仲が良い。
マリー
フランス出身。シャトーを家に持つ上流階級出身だが、任侠映画マニアでDVDを教科書がわりに日本語を学んだため、会話にやくざ言葉が飛び出す。一方で、同じフランス人のルイによると、フランス語はすごく上品だという。
ルイ
フランス出身。クールな性格の美少年。オタクで漫画などを目当てに来日。
マイケル
アメリカ人青年。自己主張が強い。
ダイアナ
ロシア出身。マイペースでおっとりとした性格の美女。
王（おう）
食いしん坊な中国人男性。広東省出身でお金持ち。
郭（かく）
ゲーム好きな中国人男性。なぜか態度が尊大になってしまう。
趙（ちょう）
真面目な性格の中国人男性。クラスメイトのダイアナに好意を抱く。
黄（こう）
中国人女性。歴女で、沖田総司に憧れている。
キム
日本人の友人よりも日本語が上手くなった韓国人男性。
金姉弟
韓国出身の姉弟。姉は気の強い性格だが、日本語で話すようになって話し方が優しくなる。弟は姉に頭が上がらない。
ラン
ベトナム人女性。100円ショップが大のお気に入り。日本の治安の良さに油断し、物をよく失くす様になる。
マリア
イタリア人女性。独特な漢字の書き方をする。
アリ
大金持ちのアラブ人青年。
アントーニオ
陽気なイタリア人。女性にナンパをするのが日課だという。ウォシュレットの洗浄ノズルの作動や、日本の街頭での自動販売機の状態の良さ、そして日本人の「謙譲の美徳」に感動する一面も。
クララ
ドイツ人女性。来日して以降、自画像が日本漫画風に変化したという。落語を愛好し、日本人も普通知らないような単語を覚えたが、日本語会話の細かいニュアンス表現では苦戦している。作者2人の共通の友人でもある。
スティーブ
アメリカ出身。『ルパン三世』が好きで、ルパンと同じ赤のジャケットに黄色のネクタイを着ている。
リアット
中東某国出身の女性。日本の街の綺麗さに感心する。
リカルド
南米某国出身の青年。車が交差点できちんと停止する日本の治安の良さに感心する。
カトリーヌ先生
なぎこ先生の同僚の日本語教師。本人は純日本人だが、新学期初日、ウケを狙った自己紹介を真に受けられてこう呼ばれるようになった。涙もろくおっちょこちょい。
この他にも多数の人物が登場している。

## 書誌情報
1. 2009年2月20日刊行　ISBN 978-4-8401-2673-1
2. 2010年2月19日刊行　ISBN 978-4-8401-3194-0
3. 2012年3月9日刊行　ISBN 978-4-8401-4354-7
4. 2013年8月2日刊行　ISBN 978-4-8401-5268-6

日本国外においては、大韓民国で大元メディアから朝鮮語版が出版されている。また、中華民国で麥田出版から繁体字中国語版も出版されている。

## テレビドラマ
2010年7月15日から同年9月30日まで読売テレビ制作・日本テレビ系列(NNS)の木曜ナイトドラマ枠（毎週木曜23:58 - 翌0:38）で放送された。
ドラマ版は原作のエピソードを基にしつつ、主人公のハルコが教師同士の交流や生徒のトラブルに積極的にかかわって問題を大きくしてしまい、その解決に乗り出すなど、人情味のあるドラマとして作られている。
主演は仲里依紗で、仲はこの作品が連続ドラマ初主演となる。エンディング後の次回予告では「このドラマはフィクションです。言葉の説明には諸説あります。」というテロップが表示される。
キャッチコピーは、「主演、仲里依紗。正しい日本語はこの私に習いなさい」。
2010年11月26日、DVD-BOXが発売。

### ドラマ版のあらすじ
元カリスマ店員で高校教師を目指す嘉納ハルコは、「3ヶ月臨時教師として働いてくれれば就職先を紹介する」と高校時代の恩師・秋元邦子に紹介され、日本語学校の臨時教師になる。
しかし、同僚の教師・鷹栖一樹と些細なことから口論となり、「生徒全員が卒業試験に合格できなければ教師になる事を諦める」と約束してしまったため、どうしたら生徒たちが日本語や日本文化を理解出来るのかと四苦八苦する。結局、全員を合格させる事は出来なかったため、高校教師になることをあきらめたハルコは、日本語教師の職にやりがいを見つけ仕事を続ける。

### ドラマ版の登場人物

#### レギュラー

##### 光文学院 教職員
嘉納ハルコ（かのう ハルコ）〈23〉
演 - 仲里依紗
読者モデル出身の元カリスマ店員。高校教師を目指しているが秋元の紹介で日本語教師をすることに。
渋谷太陽（しぶや たいよう）〈26〉
演 - 青木崇高
日本語教師歴2年。体育会系で剣道は師範の腕前。
鹿取みゆき（かとり みゆき）〈25〉
演 - 原田夏希
日本語教師歴3年。周りからは「カトリーヌ先生」と呼ばれている。渋谷に片想いしている。
秋元邦子（あきもと くにこ）〈60〉
演 - 朝加真由美
ハルコの高校時代の恩師。現在は亡き夫が経営していた光文学院の校長を務めている。3ヵ月入院することになり、高校教師の仕事を紹介する条件でハルコに日本語教師のバイトを依頼する。
鷹栖一樹（たかす かずき）〈42〉
演 - 池田成志
日本語教師歴10年。元商社マンでバツイチ。競馬が好き。ハルコに日本語のいろはを教える。

##### 光文学院 学習者
ポール〈25〉
演 - サイラス・望・セスナ
イギリス出身。漁師の父から日本のことを教えられ、日本で漁師になりたいと志すが、勉強は苦手。陽気でお調子者。バーでアルバイトをしている。
ジャック・パウエル〈45〉
演 - ブレイク・クロフォード
アメリカ出身。日本のわび・さび精神が好きな商社マン。唯一の成績優秀者で、日本語を流暢に話せる。
エレーン〈20〉
演 - カミラ
スウェーデン出身。忍者が好きで、武士道をこよなく愛する。
金麗〈20〉
演 - ZOE
中国出身。小さな工場の娘だが、「大企業のお嬢様」とウソをついていた。日本でタレントになって親孝行するのが夢。
ダイアナ〈22〉
演 - オルガ・アレックス
ロシア出身。父からもらったテープで演歌に出会い、演歌歌手を志望している。
ボブ〈24〉
演 - メイヨー・アキントイエ
アメリカ出身。クラスでは唯一のアフリカ系。大雑把な性格でクラスのムードメーカー。うどん屋になるため来日したが、ラーメン店でアルバイトしている。
ルカ〈19〉
演 - セバスチァーノ・セラフィニー
イタリア出身。アニメオタクでアニメーター志望。同人誌を書いている。アニメやマンガで日本語を覚えたため会話にアニメ用語が出てくる。
マリー〈52〉
演 - ダーシャ
フランス出身。任侠映画を見て義理人情にはまった。会話に任侠言葉が飛び出すが、本人は至って穏やかな性格。
王〈21〉
演 - 張沫(中藝)
中国出身。食いしん坊で好奇心旺盛な性格。ダイアナに片想いしている。麻婆豆腐を本場・中国の味で作るなど、料理が得意。

##### 日本語解説
演 - 川島潤哉、中谷竜、安藤聖
毎回ハルコたちの日本語解説の中で、昔の日本人などの役柄に扮する。

#### ゲスト
第1話
藤森
演 - 阿南健治
ボブが働いているラーメン店の店長。
寿司屋の親方
演 - 村松利史
バスのおばあちゃん
演 - 田畑ゆり
児童館の少女（回想）
演 - 吉田素乃（最終話）
ファッション誌「JAMMY」のモデル（写真）
演 - 國保美貴、栗田萌
第2話
樋口
演 - 東根作寿英
ファミリーレストラン「Saizy's」店長。

女子高生
演 - 斉藤リナ、内田あや香
「Saizy's」の客。
第3話
花岡
演 - 小林勝也
花岡組の組長。おでん屋の店主。
テキ屋・藤田
演 - 加藤虎ノ介
花岡組の組員。
テキ屋
演 - 柳橋朋典、川辺邦弘
花岡組の組員。
第4話
美貴
演 - 亀井絵里（当時モーニング娘。）
メイド。
メイドカフェ店長
演 - 有川マコト
りぼん
演 - りぼん
メイド。
みやは
演 - みやは
メイド。
第5話
大谷
演 - 河原さぶ
王の下宿の大家。
第6話
向井文也
演 - 石黒英雄
私立半蔵門高校の教師。
木村
演 - 津村知与支
婦人暴行犯。
半蔵門駅前交番の巡査
演 - 竹井亮介
第7話
桃子
演 - 町田マリー
ミドリ
演 - 大島蓉子
スナックみどりのママ。
鷹栖の競馬仲間
演 - 犬飼若博、夏目慎也
ポールのバイト先のバーの女性客
演 - 中村絢香、大久保綾乃、福田彩乃
第8話
鹿取静子
演 - りりィ
鹿取酒造の会長。
第9話
アヤカ
演 - 小島藤子
香
演 - つみきみほ
第10話
良太
演 - 武井証
第11話
柴田幸秀
演 - 春日由輝
刑事
演 - 若杉宏二
交番の巡査
演 - 藤田秀世
暴力団員
演 - 渡辺裕樹
ジェニー
演 - デッシー
最終話
池上
演 - 近江谷太朗
東京入国管理局員。
老夫婦
演 - 高橋征郎、箕浦康子
区役所への行き方をハルコに尋ねた。
海野凪子
演 - 松田沙紀
新日本語教師。

### スタッフ
- 原案：『日本人の知らない日本語』蛇蔵&海野凪子（メディアファクトリー刊）
- 監修：金田一秀穂、松井一美
- 脚本：いずみ吉紘、ますもとたくや
- 音楽：P.P.M（白石めぐみ）
- 技術協力：バスク
- チーフプロデューサー：堀口良則、安藤親広（ROBOT）
- プロデューサー：竹綱裕博、明石直弓（ROBOT）
- 演出：耶雲哉治（ROBOT）、爲川裕之、齊藤雄基（ROBOT）、川村直紀
- 制作プロダクション：ROBOT
- 制作著作：読売テレビ

### 主題歌
- ghostnote「ボクキミビリーバー」（エスエムイーレコーズ）

### サブタイトル
|        | 放送日        | サブタイトル                                                                     | 脚本           | 演出     |
| ------ | ------------- | -------------------------------------------------------------------------------- | -------------- | -------- |
| 第1話  | 2010年7月15日 | 熱血教師ギャルvs外国人生徒                                                       | いずみ吉紘     | 耶雲哉治 |
| 第2話  | 2010年7月22日 | ギャル先生vs変な敬語と演歌魂                                                     | いずみ吉紘     | 耶雲哉治 |
| 第3話  | 2010年7月29日 | ギャル先生と義理人情1000万円                                                     | いずみ吉紘     | 爲川裕之 |
| 第4話  | 2010年8月05日 | ギャル直伝夏恋に勝つ告白ワザと萌える情熱! アキバのメイドvsイタリア魂             | いずみ吉紘     | 爲川裕之 |
| 第5話  | 2010年8月12日 | コワイ話と悲しい涙の怪奇学校! 消えた生徒                                         | ますもとたくや | 齊藤雄基 |
| 第6話  | 2010年8月19日 | 夢と現実…元カレ再会に揺れる心怪しいワナ                                          | いずみ吉紘     | 耶雲哉治 |
| 第7話  | 2010年8月26日 | フラれた…すれ違う恋に涙の跡                                                      | いずみ吉紘     | 耶雲哉治 |
| 第8話  | 2010年9月2日  | 恋と仕事…クビ覚悟の茶道対決! さよなら大好きな人へ偽の告白と疑惑の涙に一途な想い  | いずみ吉紘     | 川村直紀 |
| 第9話  | 2010年9月9日  | 再会の涙と親子の断絶に揺れる…別れの言葉に 隠された真実と後悔の10年愛! 消せぬ記憶 | ますもとたくや | 爲川裕之 |
| 第10話 | 2010年9月16日 | 卒業直前に思い出作り誘拐旅行!? 優しいウソつく大凶女パワースポット案内            | ますもとたくや | 爲川裕之 |
| 第11話 | 2010年9月23日 | 結婚する…強いキズナと裏切り! 教師失格でも信じたい卒業目前の暴力事件と決死の逃亡  | いずみ吉紘     | 耶雲哉治 |
| 最終話 | 2010年9月30日 | 忘れないさよなら涙の卒業式…最後の約束                                            | いずみ吉紘     | 耶雲哉治 |

| 読売テレビ 木曜ナイトドラマ                | 読売テレビ 木曜ナイトドラマ                        | 読売テレビ 木曜ナイトドラマ             |
| 前番組                                     | 番組名                                             | 次番組                                  |
| ------------------------------------------ | -------------------------------------------------- | --------------------------------------- |
| プロゴルファー花 （2010年4月8日 - 7月8日） | 日本人の知らない日本語 （2010年7月15日 - 9月30日） | FACE MAKER （2010年10月7日 - 12月30日） |

## 日本人の知らない日本語リターンズ
テレビシリーズ終了後の2010年10月1日からKDDIのau携帯電話のオリジナルコンテンツ「LISMOドラマ」で『日本人の知らない日本語リターンズ』が全5話配信（最終話予告内で表示。携帯電話、パソコンで視聴可能）。木曜ナイトドラマ枠の作品のスピンオフがLISMOドラマで配信されるのは初となる。出演者はTVドラマ版と同じ。

### スタッフ（リターンズ）
- 原案 - 『日本人の知らない日本語』蛇蔵&海野凪子（メディアファクトリー刊）
- 脚本 - いずみ吉紘、ますもとたくや
- 監督 - 斎藤雄基、竹綱裕博（読売テレビ）、原桂之介
- 音楽 - P.P.M.（白石めぐみ）
- 企画・制作プロダクション - ROBOT
- 著作・製作 - 『日本人の知らない日本語リターンズ』プロジェクト2010

### 主題歌（リターンズ）
- ghostnote「ボクキミビリーバー」（エスエムイーレコーズ）